# Brignac-la-Plaine
Brignac-la-Plaine é uma comuna francesa na região administrativa da Nova Aquitânia, no departamento de Corrèze. Estende-se por uma área de 18,72 km². Em 2010 a comuna tinha 988 habitantes (densidade: 52,8 hab./km²).